# Кухітсько-Вільська сільська рада
Кухі́тсько-Ві́льська сільська́ ра́да — колишній орган місцевого самоврядування в Зарічненському районі Рівненської області. Адміністративний центр — село Кухітська Воля.

## Загальні відомості
- Кухітсько-Вільська сільська рада утворена в 1945 році.
- 05.02.1965 Указом Президії Верховної Ради Української РСР передано Кухітсько-Вільську сільраду Дубровицького району до складу Володимирецького району.[1]
- Територія ради: 114,166 км²
- Населення ради: 2 744 особи (станом на 2001 рік)
- Водоймища на території, підпорядкованій даній раді: річка Веселуха, озеро Острівське, озеро Район трьох озер.
- Територією ради протікає річка Кухчанка.

## Населені пункти
Сільській раді підпорядковані населені пункти:
- с. Кухітська Воля
- с. Ждань
- с. Острівськ

## Склад ради
Рада складалася з 18 депутатів та голови.
- Голова ради: Черевко Людмила Опанасівна
- Секретар ради: Брень Петро Леонідович

### Керівний склад попередніх скликань
| Прізвище, ім'я, по батькові | Основні відомості                                                                                         | Дата обрання | Дата звільнення |
| --------------------------- | --- | ------------ | --------------- |
| Шевчук Василь Олексійович   | Сільський голова, 1957 року народження, член Української Народної Партії                                  | 26.03.2006   | 08.04.2008      |
| Черевко Людмила Опанасівна  | Сільський голова, 1962 року народження, освіта середня спеціальна, Всеукраїнське об'єднання «Батьківщина» | 30.11.2008   | 31.10.2010      |
| Черевко Людмила Опанасівна  | Сільський голова, 1962 року народження, освіта середня спеціальна, Всеукраїнське об'єднання «Батьківщина» | 31.10.2010   |                 |

Примітка: таблиця складена за даними сайту Верховної Ради України